# Karel Hoffmann
Karel Hoffmann   (Praga, 12 de desembre de 1872 - Praga, 30 de març de 1936) va ser un violinista txec i pedagog de la música, membre fundador i primer violinista del Bohemian Quartet. El 1926-1927 va ser nomenat rector del Conservatori de Praga.
Hoffmann va néixer a Praga- Smíchov, com el novè fill del teixidor Karel Hoffmann. Va ser un nen feble i un dels seus germans grans va triar el violí com un "treball més lleuger per a Karel". El 1885 va començar els seus estudis al Conservatori de Praga, com a alumne de la classe d'Antonín Bennewitz. El primer esdeveniment important de la seva carrera va ser la seva entrada a la classe de música de cambra d'Hanuš Wihan. Allí va conèixer a Josef Suk, Oskar Nedbal i Otto Berger - els seus futurs col·legues i col·laboradors del Quartet Bohèmia. Van fundar el quartet oficialment el 1892, i l'activitat del grup va durar 42 anys. Hoffmann va ser l'únic membre permanent del conjunt al llarg de la seva de 1892-1934. El 1934, després de la mort del violista Jiří Herold, Hoffmann, juntament amb Ladislav Zelenka i Jan Heřman, van fundar el Trio Bohèmia.
A finals del segle xix, a més de les seves activitats de cambra, Hoffmann va començar a afirmar-se també com a solista. Va tocar la part del violí solista en la primera actuació de Praga del Concerto doble en una menor de Johannes Brahms, juntament amb el compositor Edvard Grieg va interpretar la Sonata de violí núm. 3 en C menor, Op.45 a Viena, i el compositor txec Josef Suk li va dedicar algunes de les seves obres. El 1901 es porta a terme juntament amb la Filharmònica Txeca el Concert per a violí en la menor, op. 53 d'Antonín Dvořák a Viena.
A la Spolek pro moderni hudbu (Societat per a la música moderna), Hoffmann va col·laborar amb reconeguts artistes txecs i estrangers: Ilona Štěpánová-Kurzová, Rudolf Karel, Jaroslav Křička, Josef Bohuslav Foerster, Ladislav Vycpálek, Jan Kunc, Arthur Honegger, Maurice Ravel, Ottorino Respighi i Paul Hindemith entre d'altres.
El 1932 va emmalaltir i el mateix any es va sotmetre a una cirurgia. Es va recuperar per poc temps i va reprendre les seves activitats. No obstant això, la segona cirurgia el 1934 no va tenir èxit i Karel Hoffmann va morir de càncer.